# Клипер (судно)
Кли́пер (от англ. clipper — «стригущий» или нидерл. klipper) — парусное или парусно-паровое торговое, реже военное судно XIX и XX веков с развитым парусным вооружением и особыми, острыми, «режущими воду» (англ. clip) обводами корпуса, как правило, — трёхмачтовое судно (морские суда подобного класса существуют и строятся и в настоящее время).

## История

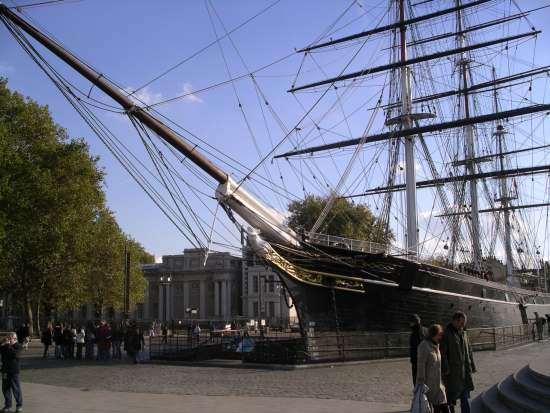
Трёхмачтовый парусный композитный клипер «Катти Сарк» в сухом доке в Гринвиче (до пожара 21 мая 2007 года)

Первоначально, клиперы были парусными, впоследствии их стали снабжать паровым двигателем (парусно-винтовой клипер). В эпоху вершины своего развития клиперы имели от 2 и (в отдельных случаях) до 5 мачт парусного вооружения.
Первые клиперы появились в США. За их мореходные и скоростные качества клиперы называли «винджаммерами» (англ. windjammer — буквально «выжиматель ветра»).
Парусные клиперы были самыми совершенными и быстроходными судами своего времени, так как их корпуса строились с бо́льшим отношением длины к ширине (L:B), достигавшим 7:1, в результате чего они имели — по сравнению с другими типами современных им судов, — более совершенные, острые и плавные обводы.
Купеческие, то есть коммерческие, торговые клиперы, занимавшиеся перевозкой чая из Китая, назывались «чайными клиперами», перевозившие шерсть из Австралии — «шерстяными клиперами».
В Российском императорском флоте также имелись парусно-винтовые клиперы с одним гребным винтом.
По типу парусного вооружения в XIX веке клиперы были, как правило, трёхмачтовыми барками.
В конце XVIII — начале XIX веков стапели английских и североамериканских судостроительных верфей начали покидать мощные торговые и военные бриги, близкие к ним бригантины, а также шхуны.
Это были, как правило, двухмачтовые суда со смешанным парусным вооружением и характерным резким переходом от киля к форштевню. Торговая бригантина — изящный парусник, с мощным бушпритом и многочисленными парусами, которые обеспечивали высокую скорость. У этих узкоспециализированных судов почти полностью исчезло внешнее пышное убранство; их вид стал строже и основное внимание было уделено мореходным качествам.
В те же времена появилась так называемая североамериканская лоцманская шхуна с простым и достаточно совершенным парусным вооружением, принадлежащая к категории малых парусников прибрежного плавания. К ним же относилась и североамериканская клипер-шхуна — стройное быстроходное судно (с двумя сравнительно высокими мачтами и весьма развитыми парусами), назначением которого была береговая патрульная служба, а характерным признаком — отклонённый в направлении от носа к корме стоячий такелаж: мачты, ванты и прочее. Именно клипер-шхуна в дальнейшем, при соответствующем строении корпуса и парусного вооружения, явилась прообразом знаменитых кораблей, которые вначале называли балтиморскими клиперами, а затем просто клиперами.
По своему практическому применению, учитывая их скорость, клиперы предназначались для дозорной и посыльной службы, а иногда, с учебными целями, совершали дальние походы. В России наиболее широко известен поход клипера «Алмаз», доставившего в 1870 году знаменитого русского учёного и путешественника Н. Н. Миклухо-Маклая в бухту Астролябия на берегах Новой Гвинеи.
После Первой мировой войны, когда парусное судоходство в основной своей массе пришло в упадок, в 1920—1930 годах начали возрождаться «Пшеничные» гонки (перевозка пшеницы) мощных парусных судов из Австралии, а также «Селитровые» гонки (перевозка селитры) парусников из Чили. В них принимали участие последние в мире сильнейшие клиперы — «винджаммеры», в том числе четырёхмачтовые барки «Магдалена Виннен» (1921), «Падуя» (1926) и другие.
В изобразительном искусстве парусным клиперам посвящено множество художественных работ. Главное место среди них занимают картины британского художника-мариниста Монтегю Доусона.

## Возникновение и развитие термина
Неофициальный термин «клипер» (clipper — «стригущий») имеет значение, производное от английского глагола to clip — «сокращать», «стричь», что применительно к морскому делу означает «сокращение», то есть уменьшение длительности рейса, выполняемого коммерческим грузовым либо грузо-пассажирским судном.
Первоначально, этот термин неформально распространялся на быстроходные «малые» парусные суда указанного назначения, характерными признаками которых являлись: малое водоизмещение, острые обводы корпуса и сравнительно невысокая величина относительной коммерческой нагрузки (вне зависимости от типа установленного парусного вооружения).
Классификационный термин «клипер» был официально принят к середине XIX века или немного ранее, определив собой класс быстроходного «большого» парусного трёхмачтового (как правило) коммерческого (грузового либо грузо-пассажирского или военного) судна, несущего полное парусное вооружение и отличающегося увеличенной парусностью (увеличенной общей площадью парусов, с учётом дополнительных лиселей): острыми обводами носовой и кормовой оконечностей корпуса, сопрягающихся в области миделевого сечения без «цилиндрической вставки», с характерной формой наклонённого вперёд форштевня («клипер-штевня»), плавно соединённого с бушпритом и утлегарем и подчёркивавшего высокие динамические качества судна.
Первые «классические» клипера явили собой материальное воплощение концепции быстроходного, высоко-мореходного коммерческого судна с океанским районом плавания, с относительно невысоким дедвейтом (менее 1000 рег. т).
В период своего развития, во второй половине XIX и в начале XX веков, суда класса «клипер», под влиянием научно-технического прогресса в области коммерческого судостроения, разделились по конструктивному исполнению корпуса на поколения, или подклассы: клипера с деревянным, композитным и стальным корпусом.
Исключительно, в Российском императорском флоте возник индивидуальный подкласс военных вспомогательных судов класса «винтовой клипер» [когда?], которые были официально отнесены к категории «крейсерское судно». Примечательно, что все винтовые клипера были заказаны и строились на северо-американских верфях, с учётом накопленного опыта проектирования и постройки исключительно деревянных коммерческих клиперов[почему?] . Даже парусно-винтовой фрегат «Генерал-адмирал», начатый постройкой в 1857 году, был выстроен на американской верфи Уильяма Вебба в Нью-Йорке, специализировавшейся на постройке клиперов. Обводы корпуса этого океанского боевого «крейсерского» судна, заказанного для Российского императорского флота, полностью повторяли обводы корпуса американского классического «деревянного клипера».
Венцом развития коммерческих грузовых клиперов явились 4-мачтовые клипера со стальным корпусом. Типичным представителем последнего поколения клиперов явился стальной, 4-мачтовый «джутовый» клипер «Лаурестон», построенный в 1892 году на ирландской верфи «Уорк и Кларк» в Белфасте.
Во второй половине XIX и в начале XX веков, в условиях конкуренции с океанскими коммерческими пароходами, а также с развитием парусных грузовых судов в подклассах «железный клипер» и «стальной клипер» явились «большие» грузовые парусные суда, в основном стальные (за исключением большинства деревянных шхун и других кораблей) с дедвейтом более 1000 рег.т, с числом мачт до 5 (шхуны — от 3 до 7), которые в зависимости от типа парусного вооружения подразделились на классы: «корабль», «барк», «баркентина», «шхуна», — и были неофициально объединены в общую категорию «винджаммер».
От подкласса «клипер» эти суда унаследовали острые обводы носовых и кормовых оконечностей корпуса, форму форштевня и ахтерштевня, но отличались более полными обводами и значительно меньшей килеватостью средней части корпуса, образованной «цилиндрической вставкой» — в целях увеличения полезного объёма корпуса.

## Балтиморские клиперы

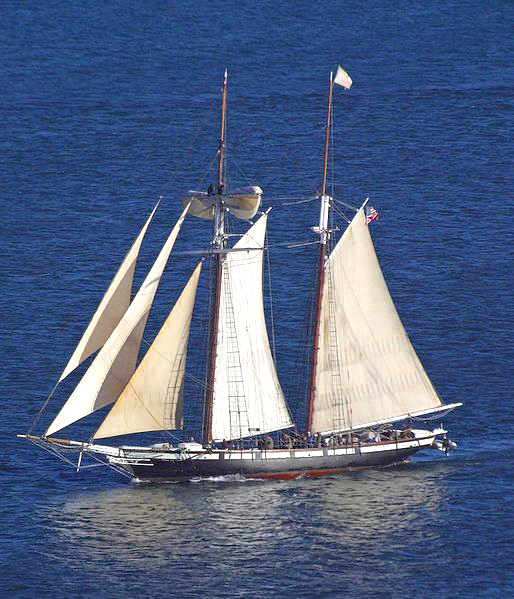
Шхуна Californian, точная копия балтиморского клипера C.W. Lawrence, сделанная в 1984 году

В начале и середине XIX века клиперами в мире называли те разновидности шхун и бригантин, что строились на востоке Соединённых Штатов Америки, в городе Балтимор.
Острые обводы корпуса, увеличенная остойчивость, наклонённые к корме мачты, большая площадь парусов позволили клиперам развивать отличную скорость, превосходно удерживать курс, но за это пришлось заплатить уменьшением объёма грузовых трюмов и увеличением осадки.
Особенностью парусного вооружения клиперов являлись разрезные марсели, облегчавшие управление, ватер-зейли (устаревшее название лиселей), а также лисели на выстрелах рей, что значительно увеличивало парусность. Высокая скорость также достигалась за счёт увеличенного отношения длины к ширине корпуса: в среднем не менее чем 6:1.
У клипера со стальным корпусом «Лорд оф зе Айлс» (построен: Гринок, 1853 год) соотношение длины корпуса к его ширине составляло — 6,9:1 (по некоторым данным, корабль развивал скорость до 18 узлов). Обводы этого клипера были сделаны, по-видимому, по образцу пароходов. Они просуществовали почти до самых последних парусных судов, различаясь только «степенью полноты», в то время как на обычных парусных судах этот показатель варьировался от 3:1 до 4:1. Прототипом для них послужили бермудские шлюпы.
Балтиморские клиперы активно применялись в качестве коммерческих рейдеров, для контрабанды и прорыва блокады, для перевозки африканских рабов. Первые клиперы начали бороздить просторы морей и океанов в 1820-е годы, но настоящий «Золотой Век» этих судов пришёлся на 1850-1860-е годы.
В 1833 году на воду был спущен крупный трёхмачтовый балтиморский клипер «Энн Макким». Он и стал непосредственным предшественником классических клиперов.

## Первые классические клиперы

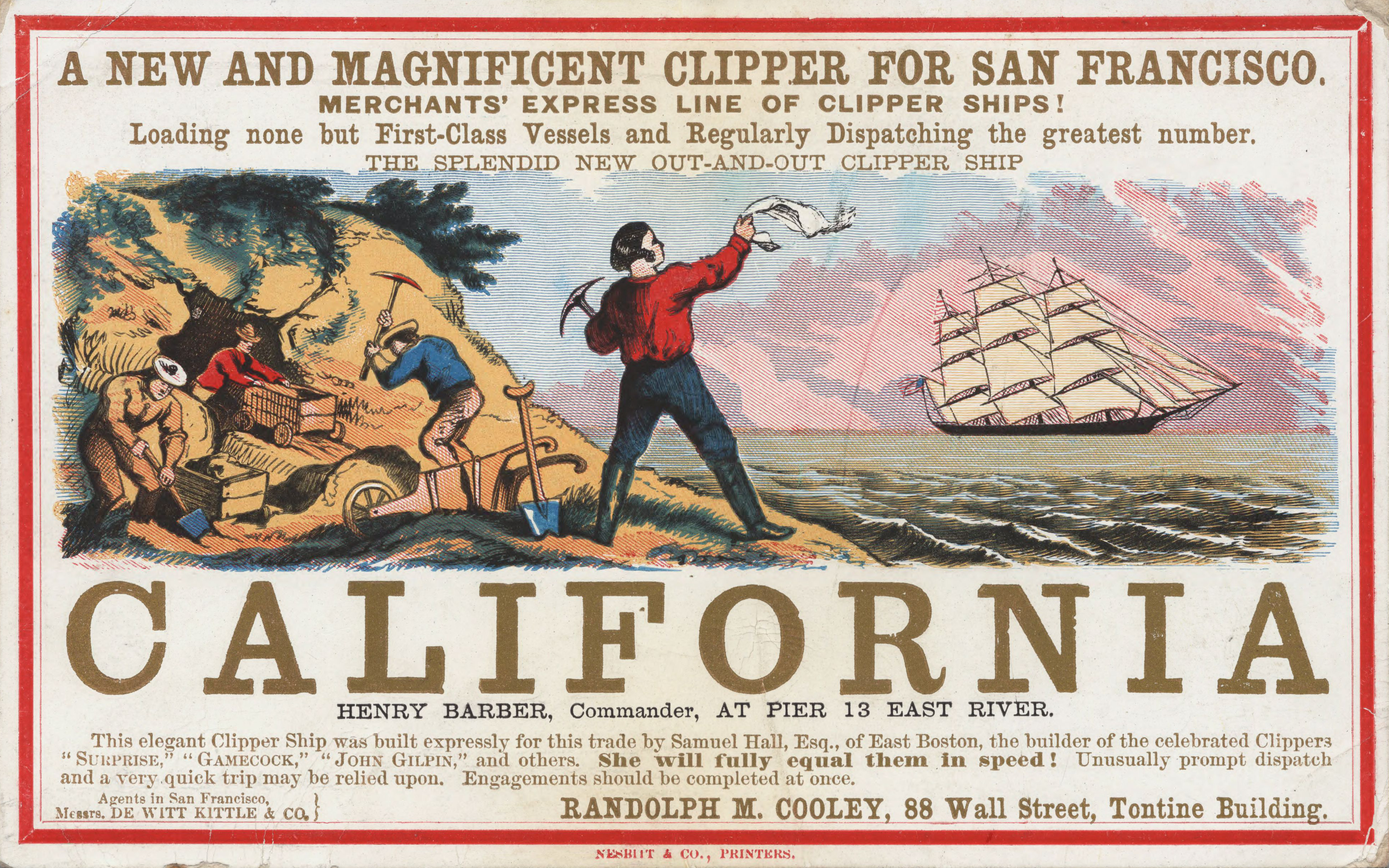
Прибытие клипера в Калифорнию во время золотой лихорадки

В 1844 году был построен трёхмачтовый парусник «Хокуа» с новой, особой формой носовой оконечности клипер-форштевня, а через год его усовершенствованный вариант: уже — полноценный клипер «Rainbow» («Радуга»), отличавшийся ещё более острыми обводами носовой части, который показал невиданную в те времена скорость, его и считают — первым настоящим клипером.
Начало Калифорнийской золотой лихорадки подстегнуло строительство быстроходных судов. Особенно большим спросом пользовались клипера. Цены на фрахт судна достигали небывалой высоты: парусник иногда окупался за один рейс. Раньше плавание из Нью-Йорка в Сан-Франциско вокруг Южной Америки занимало 160 суток, а клипер «Си Уитч» («Морская ведьма») в 1850 году прошёл этот путь за 91 день.

## Опиумные клиперы

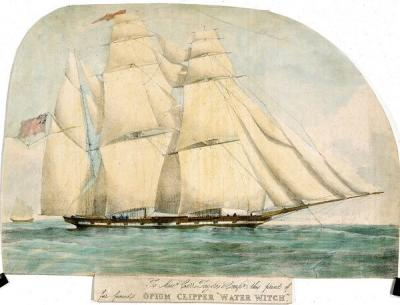
Опиумный клипер барк «Water Witch» в 1831 году

## Чайные клиперы

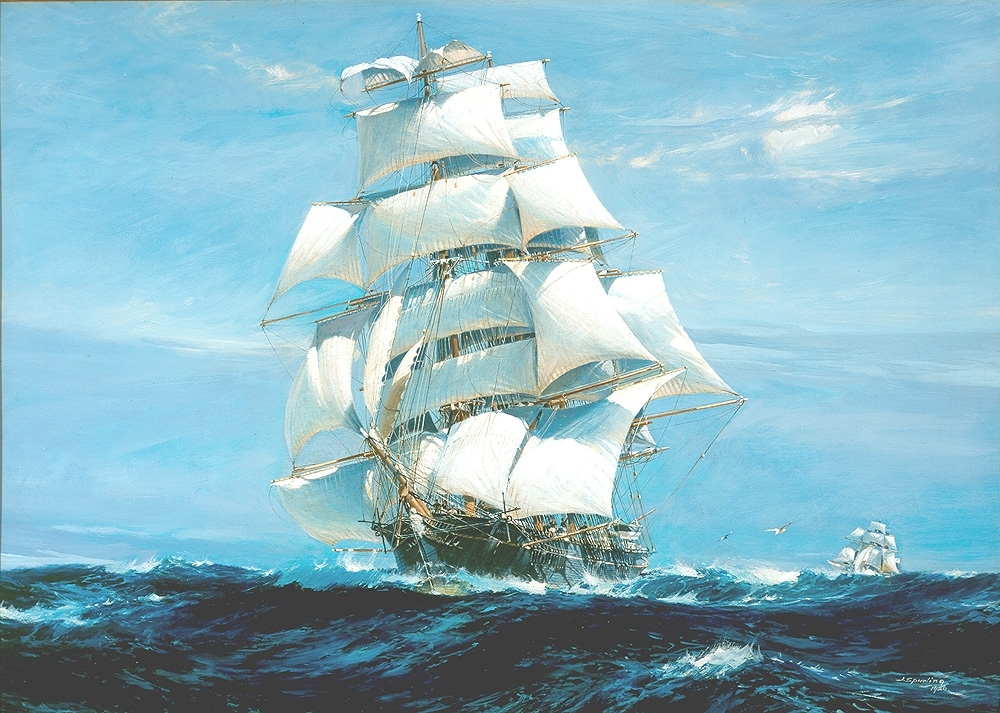
«Ариэль» и «Тайпинг» во время чайной гонки

В 1850-х годах развернулась жестокая конкурентная борьба между британскими и американскими владельцами клиперов за право перевозить чай из Китая в Европу.

## Винтовые клиперы
В историко-технической литературе отнесены к подклассу «парусно-винтовой клипер» — несущий полное парусное вооружение, используемое в качестве основного движителя и бортовую энергетическую установку, имеющую в качестве двигателя — поршневую паровую машину — приводящую во вращение гребной винт, используемый в качестве вспомогательного движителя. В составе ВМФ России по своему назначению относились к «крейсерским судам».
В 1878 году в официальных «Судовых списках» русского флота впервые применили термин «крейсер» для обозначения переоборудовавшихся в качестве крейсеров коммерческих пароходов и построенного с той же целью в Америке парусно-винтового клипера «Забияка».

## Клиперы Российского флота

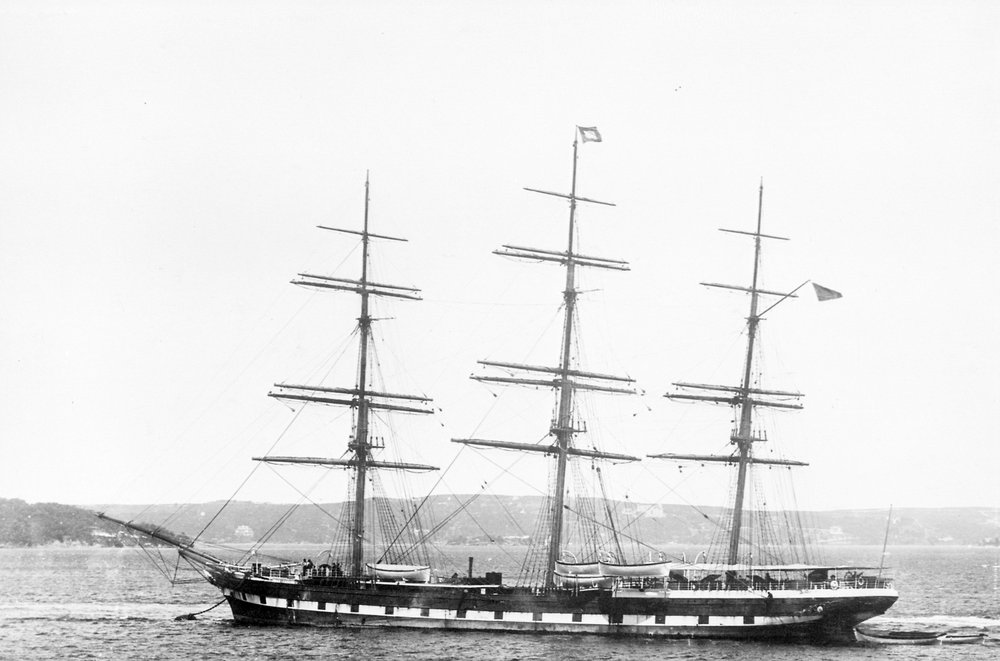
Клипер «Великая княжна Мария Николаевна»

В российском флоте числился один клипер — «Великая княжна Мария Николаевна» (Hesperus) с железным корпусом, купленный в 1899 году и переданный Одесскому училищу торгового мореплавания (современное название — Одесское мореходное училище имени А. И. Маринеско). Кроме того, винтовыми клиперами в русском флоте называли ранние типы крейсеров с развитым парусным вооружением, предназначенные для действий на Тихом океане (преимущественно для охраны границ).
В 1913 году на клипере «Великая княжна Мария Николаевна» был проведён капитальный ремонт, который проходил в Англии на верфи «Swan&Hunter» в городке Уоллсенд. После ремонта парусное судно было отправлено в Балтийское море, где продолжило свои учебные морские походы с выходом в Северное море. Клипер благополучно пережил Первую мировую войну, в 1921 году был продан английской судоходной компании «London Steamship and Trading Co.», и переименован в «Silvana». Он выполнял рейсы по Средиземному морю. В одном из очередных морских походов в 1924 году судно попало в сильнейший шторм и затонуло вблизи порта Генуи.